# 프락시텔레스

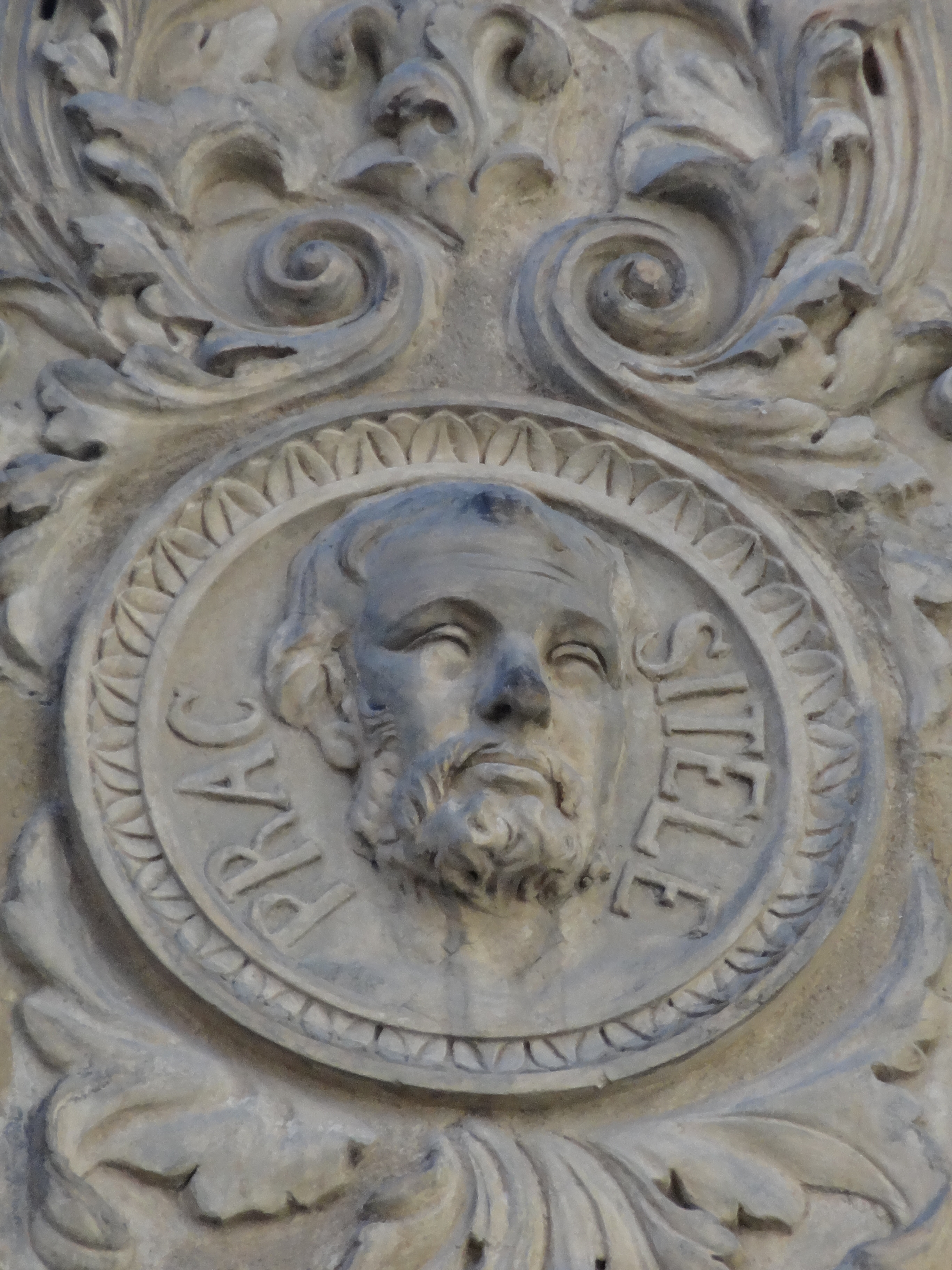

프락시텔레스(고대 그리스어: Πραξιτέλης)는 고대 아테나이의 조각가이다. 조각가 케피소도투스의 아들로, 기품 있는 정서를 아름다운 형태 속에 표현하고, 소위 우미한 양식을 수립한 고전 후기의 대표적 작가로서, 그 활약기는 기원전 370년부터 기원전 330년 경이라고 생각된다.

## 작품
유명한 <크니도스의 아프로디테>(기원전 350년경, 로마 시대 모각. 바티칸 미술관)는 여신을 전라(全裸)의 모습으로 나타낸 최초의 걸작으로서, 미의 여신은 여기에서 인간 감정의 대상이 되고 이후의 여성 나체 표현의 원형이 되기에 이르렀다. 1877년 올림피아의 헤라 신전에서 발견된 <헤르메스>(올림피아 미술관)는 그의 원작이냐 아니냐가 문제되지만, <도마뱀을 죽이는 아폴론>(로마 시대 模刻. 루브르 미술관)이나 <목신(牧神) 사티로스>(로마 시대의 모각. 카피톨리니 미술관) 등과 같이 여성적인 감미로운 감정이 나타나 있다.